# Alfredo Arroyave
Alfredo Arroyave de la Torre (17 dicembre 1922 – Guayaquil, 20 giugno 1983) è stato un cestista ecuadoriano.

## Carriera
Con l'Ecuador ha disputato i Campionati del mondo del 1950, segnando 57 punti in 5 partite.